# 莫雷萨克
莫雷萨克（法語：Mauressac，法語發音：[moʁesak]）是法国上加龙省的一个市镇，属于米雷区。

## 地理
莫雷萨克（43°19'26"N, 1°26'6"E）面积4.52 平方千米，位于法国奧克西塔尼大區上加龙省，该省份为法国西南部内陆省份，西南端与西班牙接壤，自此顺时针与上比利牛斯省、热尔省、塔恩-加龙省、塔恩省、奥德省和阿列日省接壤。
与莫雷萨克接壤的市镇（或旧市镇、城区）包括：皮达涅勒、欧特里沃、埃斯佩尔斯、格拉扎克。

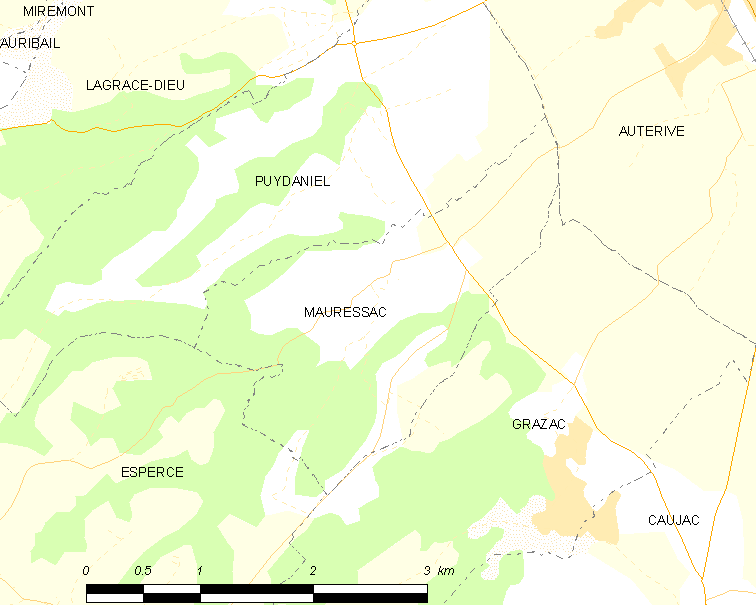
莫雷萨克的OSM定位图

莫雷萨克的时区为UTC+01:00、UTC+02:00（夏令时）。

## 行政
莫雷萨克的邮政编码为31190，INSEE市镇编码为31330。

## 政治
莫雷萨克所属的省级选区为欧特里沃县。

## 人口

1962-2008年间莫雷萨克人口变化图示

莫雷萨克于2022年1月1日时的人口数量为498人。